# Mognéville
Mognéville è un comune francese di 404 abitanti situato nel dipartimento della Mosa, nella regione del Grand Est.

## Storia

### Simboli
Lo stemma è stato adottato dal comune nell'ottobre del 2011.
La libellula, presente lungo le sponde della Saulx e nelle aree palustri, fa riferimento al toponimo del comune di Mognéville, un tempo Moigneville, da Moniaca villa considerando che Moigne (dal gallo monia) indica lo "stagno".
Il colore rosso della libellula riprende quello dei leoni del blasone della famiglia de Beauvau (d'argento, a quattro leoncelli di rosso, armati, lampassati e coronati d'oro); il rosso e l'oro derivano dal casato di Amboise (palato d'oro e di rosso di sei pezzi); l'azzurro, l'oro e i due bisanti provengono dall'arma di Thomas de Choisy (1632-1710), marchese di Mognéville (d'azzurro, alla croce di Sant'Andrea spinata d'oro, accantonata da un crescente montante d'argento in capo e da tre bisanti dello stesso). L'azzurro e l'oro sottolineano che un tempo Mognéville è stato un marchesato sede di prepositura del Barrois mouvant.
Il serto rappresenta (come nello stemma della città di Reims) san Remigio, patrono della parrocchia; i rami sono delle querce della foresta che circonda il paese. Il rospo è un ululone dal ventre giallo, specie minacciata e presente nei boschi e negli stagni del territorio di Mognéville.

## Società

### Evoluzione demografica
Abitanti censiti